# Pont-de-l'Arche
Pont-de-l'Arche è un comune francese di 4 134 abitanti situato nel dipartimento dell'Eure nella regione della Normandia.

## Storia

### Nascita della città: ragioni militari
La città di Pont-de-l'Arche è sorta dopo la costruzione di fortificazioni militari costruite sul territorio del villaggio di Les Damps. Un ponte di legno fu gettato sulla Senna, a partire dall'862, e protetto da due torri, da ambo le parti del fiume. Il cantiere di queste difese, che segnò il regno di Carlo il Calvo, fu deciso e reso ufficiale in occasione dei plaids di Pîtres.
Verso 869, il ponte e le due torri sembra che siano stati completati. Servirono in particolare nell'885 in occasione di un'offensiva generale degli "uomini del Nord", avente per scopo la conquista di Parigi. Il ponte "dell'arcata" (cioè "della fortezza") servì a ritardare l'avanzata dei Normanni. Questi misero quattro mesi per arrivare a Parigi dalla foce della Senna.
Tuttavia, i re dei franchi penavano a mobilitare interamente le truppe dei loro vassalli. Sembra che il forte di Pont-de-l'Arche in certi periodi non abbia avuto uomini di guarnigione a sufficienza: Guillaume Caillou, monaco che scrisse le Cronache di Jumièges, si ricordò un secolo e mezzo più tardi, e ciò nonostante numerose inesattezze, che dei rinforzi franchi vennero da Les Damps a rafforzare la guarnigione del ponte della fortezza. Invano, dunque.
Si perde in seguito il filo della storia durante il lasso di tempo dove si articolò l'oscillazione di potere dei re franchi ai duchi di Normandia. Cosa diventarono il ponte e la città dopo il 911, data di nascita della Normandia?
Sicuro è che la parrocchia Saint-Vigor di Pont-de-l'Arche appare in una carta di Riccardo II di Normandia, nel 1020, che accorda all'abbazia di Jumièges molti diritti spirituali ma soprattutto finanziari (in particolare sul traffico fluviale). La città sembra essersi sviluppata attorno al ponte, il lavoro richiedendo l'alaggio delle barche ed offrendo la possibilità di percepire diritti di passaggio.

### Sviluppo di una piazza forte: la sfida della lotta tra i re dell'Inghilterra e della Francia
Pont-de-l'Arche appare in seguito molto più chiaramente negli archivi in occasione delle lotte tra Riccardo Cuor di Leone, duca di Normandia e re d'Inghilterra, e Filippo II, re di Francia.
Riccardo Cuor di Leone fece rinnovare il ponte della città e diede i mezzi necessari alla fondazione dell'abbazia di Notre-Dame de Bonport (a due chilometri da Pont-de-l'Arche).
Nelle lotte tra i due monarchi, il castello di Vaudreuil fu raso al suolo quindi, quando il re di Francia riprese possesso della Normandia, facilitò la scelta di Pont-de-l'Arche come capo luogo militare locale. Infatti, Filippo II fece di Pont-de-l'Arche il suo principale luogo di residenza in Normandia. Fece rinforzare la città con rifugi in pietra di Vernon ancora visibili al giorno d'oggi.
Fece la stessa cosa per il forte di Limaie, situato dell'altro lato del ponte, riva destra, di cui bloccava l'accesso, tale una feritoia. Questo forte era dotato di una torre di Filippo II che costituiva un osservatorio ideale sulla circolazione fluviale e l'alaggio delle barche.
I vantaggi geografici, alleati ai vantaggi militari, fecero che la città diventò la sede di un baliato secondario di Rouen. La data di questo stabilimento ci sfugge.

### Ruolo di Pont-de-l'Arche nel controllo territoriale e di polizia interna
La base militare presentava numerosi vantaggi, tanto per il controllo territoriale di fronte agli eventuali invasori che per la polizia interna al regno.
Pont-de-l'Arche permetteva il controllo della circolazione fluviale e, dunque, l'approvvigionamento di Rouen, città che poteva cadere tra mani ostili. È per questo che la nostra città fu una sfida in occasione dei combattimenti che opposero i re dell'Inghilterra ai re della Francia durante la guerra dei cent'anni.
Così Enrico V, re d'Inghilterra, si rese padrone di Pont-de-l'Arche nel 1418. La città conobbe così un'occupazione inglese fino al 1449.
Nel 1346, Eduardo III non poté prendere Pont-de-l'arcata e proseguì il suo cammino verso Mantes.
In più, la città offriva una base posteriore ideale in attesa di un attacco della capitale normanna:
- nel quadro della lotta contro la lega del bene pubblico, nel 1466 Luigi XI stabilisce un vasto campo nella valle situata tra Pont-de-l'Arche e Pont-Saint-Pierre e cioè dopo avere ripreso il forte di Limaie che era caduto tra le mani dei nobili leghisti di Louviers. Questo campo avrebbe accolto un esercito di circa trentamila uomini per riprendere Rouen quindi tutta la Normandia. È qui che furono create le famose "bande di Piccardia", antenate della fanteria francese.
- nel 1589, le truppe di Enrico IV, che assediavano Rouen, erano rifornite da Pont-de-l'Arche. Precisiamo che il governatore della città, Leblanc du Rollet aveva, fra i primi, aperto le porte della città a Enrico IV, re contestato. Questo monarca, in ringraziamento, aveva gratificato le armi della città dei tre gigli reali. Lo stemma  della città pertanto si blasonava: di nero al ponte di tre archi d'argento mattonato del campo; al capo cucito d'azzurro caricato di tre gigli d'oro.

Bastione di sicurezza di Rouen, Pont-de-l'Arche era una base di ripiegamento in caso di sommossa del popolo normanno. Era un posto di sicurezza nella misura in cui non c'erano abbastanza abitanti qui per incentivare una sommossa che superasse le forze di polizia locali.
Inoltre, controllare la città non bastava: occorreva ancora prendere d'attacco il forte di Limaie, dall'altro lato della Senna. Pont-de-l'Arche era dunque, per ragioni di polizia interna, di controllo del territorio in caso di guerra, un posto strategico:
- così i protestanti di Rouen assediarono la città, nel 1562, con sei pezzi d'artiglieria sperando di fare un bottino. Se ne presero direttamente al potere reale, ma invano poiché la città era restata esattamente cattolica.
- nel 1650, la storia invertì l'utilità delle fortificazioni della città: il duca di Longueville utilizzò la guarnigione ed il castello contro il potere reale. Il conte di Harcourt, che proteggeva il viaggio del monarca in Normandia, ricette l'ordine di occupare il posto. Venne ad accamparsi presso le sue mura con l'aiuto degli abitanti che avevano puntato tre cannoni contro il castello, dall'altro lato della Seine. Il duca di Longueville si servi di questa piazza forte per negoziare la pace con il re.

I rifugi di Pont-de-l'Arche, ancora visibili al giorno d'oggi, erano diventati un'arma per eventuali insorti. Il Parlamento di Normandia ed il popolo di Rouen chiesero varie volte il loro smantellamento. Tuttavia, i nobili che percepivano diritti sulla città negoziarono il mantenimento delle fortificazioni. Caddero in disuso soltanto alla fine dello XVIII secolo.

### Pont-de-l'Arche l'invidia dei privilegi reali sotto la Rinascita
Gli ambiziosi non erano rari che guardavano a Pont-de-l'Arche con interesse. La città aveva numerosi incarichi che attiravano gli ambiziosi:
- l'incarico di governare la città (polizia militare locale): i più grandi nobili che ottennero dal re i diritti di governatore della città furono Concini, maresciallo d'Ancre ed alleato di Marie di Médicis, Albert de Luynes, Jean-Baptiste d'Ornano, Richelieu;
- 4 tribunali: il Tribunale di primo grado (il bailliage), la percezione delle tasse (il tabellionnage), il granaio del sale (la sua vendita era un monopolio di Stato) e l'amministrazione delle Acque e Foreste.

Questi tribunali attirarono molti ufficiali reali nella città.
- i diritti secondari (diritti di passaggio sul ponte, diritto di mercato, diritto di concessione…).

Derivava da questi incarichi uno squilibrio: oltre ad una fabbrica di lenzuola che durò soltanto un certo periodo, la città di Pont-de-l'Arche non conosceva alcun'industria che nutrisse i 1 700 abitanti che contava la città alla vigilia della rivoluzione francese. Non era meno il capoluogo dell'amministrazione locale.

### La Rivoluzione francese e l'Impero o la fine dei privilegi
La rivoluzione francese rimise i pendoli all'ora facendo di Louviers il capoluogo dell'amministrazione locale: il ruolo militare di Pont-de-l'arcata aveva ceduto da tempo il passo ai guadagni derivati dall'industria manifatturiera di Louviers, città molto più popolata.
Nel 1790, Elbeuf non fu compreso nel nuovo dipartimento della Eure a causa del rifiuto di Louviers di coabitare con il suo concorrente di tessuti. Queste due città locali poterono dunque tutti e due diventare un capoluogo di zona.
Eccetto un giudice di pace ed un municipio, Pont-de-l'Arche perse ogni funzione amministrativa.
Durante la rivoluzione, i nuovi municipi conobbero le stesse discussioni di quelle che dividevano i nobili di prima della rivoluzione. Tuttavia, queste discussioni erano pubbliche. Dopo 1792, i repubblicani avanzati presero il comando della politica locale. Alexandre de la Folie fu sindaco della città e diventò proprietario della vecchia abbazia di Bonport. Fu cacciato dalla reazione thermidorienne del 1795.
I principali problemi che conobbe la città durante questo periodo riguardano le discussioni tra i reggimenti dell'esercito rivoluzionario e gli abitanti più attaccati al culto cattolico.
Riguardano anche e soprattutto, la carestia. Questa era atroce come ovunque ma ancora di più sapendo che gli abitanti della città, da lunghi secoli, aiutavano le barche a superare il ponte che sbarrava la Seine. Tiravano dunque le barche di grano destinate alla popolazione di Parigi ma senza potere mangiare a sufficienza. Così si fermarono di lavorare e si presero un po' di grano di cui erano cariche le barche… prima che l'esercito li arrestasse.
Napoleone Bonaparte, che passò due volte per Pont-de-l'Arche, comprese questo pericolo per la polizia interna e fece costruire una chiusa, inaugurata nel 1813. Questa permetteva di dispensarsi dalla manodopera locale pur facendo trasportare il pane che alleviava il popolo ed evitava così eventuali movimenti insurrezionali parigini. Ricordiamo che il popolo in armi aveva fatto cambiare il corso della rivoluzione varie volte già (la confisca del re, la repressione dei Girondins…).
L'inizio del XIX secolo fu un periodo di miseria per la città.
Non ci sono affatto eventi se non è l'occupazione prussiana nel 1815, la presenza di una cellula franco-massone e la creazione del posto Alizay-Pont-de-l'Arche nel 1843.

### La rivoluzione industriale: l'industria della pantofola e l'industria della scarpa
La rivoluzione industriale ha toccato il paese: l'industria della pantofola si è sviluppata ed ha portato un lavoro molto poco remunerato agli abitanti della vicina regione. Le pantofole, inizialmente realizzate nei focolari degli operai, furono in seguito fabbricate in fabbriche costruite nelle viuzze medioevali della città a partire dalla metà del XIX secolo.
Quest'industria si propagò e tra le due guerre, una ventina di fabbriche esistevano ed utilizzavano molte migliaia di persone. La fabbrica della pantofola, quindi della scarpa dopo la prima guerra mondiale, portò ricchezza soltanto ai suoi proprietari, le cui belle ville sono ancora visibili al giorno d'oggi nei sobborghi della città.
La presa di coscienza aiutando, gli operai della città si misero in sciopero nel 1900, 1932, 1936 e 1954… per mantenere, o migliorare i loro salari.

### Guerra e distruzione
La città conobbe l'occupazione prussiana nel 1870 a causa del suo ponte, che rischio di essere fatto saltare.
Accolse un campo dell'esercito inglese tra 1915 e il 1920 conobbe i combattimenti tra i panzers di Rommel e gli eserciti francesi ed inglesi nel 1940 i suoi ponti furono uno dei principali obiettivi locali dei bombardamenti aerei della Seconda Guerra mondiale.
Tuttavia i bombardamenti non hanno fatto scomparire il patrimonio architetturale della città: la chiesa gotica del XVI secolo, le case a pareti di legno della fine del Medioevo e della Rinascita, il baliato dello XVIII secolo soprattutto, la casa del governatore (XV secolo?), i rifugi (XIII secolo), il Manoir di Manon...

### Crescita demografica e sviluppo dei servizi pubblici dal 1945
Dalla seconda guerra mondiale, la città conosce una grande crescita demografica in seguito ai molti progetti immobiliari che accolgono una popolazione desiderosa di vivere in condizioni di vita piacevole.
Situata tra Eure, Seine e la foresta di bordo, la città di Pont-de-l'arcata è molto vicina ai poli di occupazioni che sono Rouen, Val-de-Reuil e Parigi, facilmente accessibili dalla costruzione dell'autostrada A 13 nel 1967.
I municipi, generalmente situati a sinistra della scacchiera politica, da allora hanno dunque accompagnato lo sviluppo dai servizi pubblici definiti dallo Stato facendo fronte, inoltre, alla crescita demografica propria della città (scuole, asili, infrastrutture sportive, viabilità).
Pont-de-l'Arche conta oggi più di 4 200 abitanti. La città fa parte, dal 2001, della Comunità di comuni Seine-Eure, che riunisce i municipi della regione Louviers e Val-de-Reuil.

## Società

### Evoluzione demografica
Abitanti censiti